# Krum
Krum (? – ?, 13. travnja 814.), bugarski kan od 802. godine i utemeljitelj dinastije koja je vladala Bugarskom do 971. godine. Bio je nećak Kardama te je podvrgnuo svojoj vlasti avarska područja na lijevoj obali Dunava i Tise te na prostoru današnje sjeveroistočne Srbije, nakon što je franački car Karlo I. Veliki uništio avarsku državu.
Godine 808. napao je bizantski teritorij i osvojio dolinu rijeke Strume, a sljedeće je godine zauzeo Serdiku, današnji grad Sofiju. Bizantski car Nikefor I. (802. – 811.) uspio je suzbiti bugarsku vojsku pod Krumovim vodstvom i zauzeti bugarsku prijestolnicu Plisku, no Krum je teško porazio cara 811. godine. Sljedeće je godine opustošio Traciju i osvojio crnomorske gradove, a 813. godine je pobijedio bizantsku vojsku kraj Hadrianopola i započeo opsadu Carigrada, u čemu ga je prekinula smrt. Naslijedio ga je sin Omurtag.